# Campeonato de España Universitario de Baloncesto Masculino
El Campeonato de España Universitario de Baloncesto Masculino es una competición de baloncesto masculino organizada por el Consejo Superior de Deportes (CSD) y el Comité Español de Deporte Universitario (CEDU). Es la máxima competición de baloncesto masculino universitario en España.
En la edición de 2012, cuya fase final organizó la Universidad de Almería, la Universidad Católica San Antonio venció por 86 a 63 a la Universidad de Gerona en la final. En 2013 la victoria fue para la Universidad Católica San Antonio sobre la Universidad de Zaragoza.

## Formato
- Las cinco comunidades autónomas de España con mayor número de universidades clasifican directamente para la fase final a sus equipos campeones. Las universidades clasificadas en primer lugar de las doce comunidades autónomas restantes y los segundos clasificados de las cuatro comunidades autónomas con más participación en cada deporte de los Campeonatos de España Universitarios, disputarán una fase interzonal. A criterio de la Comisión Permanente del CEDU, se establecen dos grupos de ocho universidades cada uno de los que salen las dos plazas que junto con el organizador y las cinco clasificadas directamente disputan la fase final del Campeonato de España Universitario de Baloncesto Masculino.
- Si la Universidad organizadora forma parte de una comunidad autónoma que tiene más de una universidad, independientemente de su clasificación dentro de esa comunidad, no ocuparía lugar al pasar directamente a la fase final.

### Palmarés
Resultados de las últimas ediciones:
| Año  | Campeón                             | Marcador | Finalista                        | Sede fase final                  |
| ---- | ----------------------------------- | -------- | -------------------------------- | -------------------------------- |
| 2013 | Universidad Católica San Antonio    | 80-61    | Universidad de Zaragoza          | Universidad Católica San Antonio |
| 2012 | Universidad Católica San Antonio    | 86-63    | Universidad de Gerona            | Universidad de Almería           |
| 2011 | Universidad Politécnica de Cataluña | 79-60    | Universidad Rey Juan Carlos      | Universidad de León              |
| 2010 | Universidad Católica San Antonio    | 71-63    | Universidad de Valladolid        | Universidad del País Vasco       |
| 2009 | Universidad Católica San Antonio    | 72-60    | Universidad de Valladolid        | Universidad de Zaragoza          |
| 2008 | Universidad de Málaga               | 60-47    | Universidad Católica San Antonio | Universidad Jaime I              |
| 2007 | Universidad Católica San Antonio    | 69-63    | Universidad de Barcelona         | Universidad de Córdoba           |